# Calcitonina
La calcitonina es una hormona peptídica lineal compuesta por 32 aminoácidos que intervienen en la regulación del metabolismo del calcio y del fósforo.
Fue descubierta en el tiroides del cerdo en el año 1963. 
Esta hormona se produce en las células parafoliculares (también llamadas células C) de la glándula tiroides y su función consiste en la reducción de los niveles  de calcio sanguíneo (Ca2+), oponiéndose a la acción de la hormona paratiroidea (parathormona).

## Acción
Se une al receptor de calcitonina (CTR en inglés) que está acoplado a proteínas G.
Específicamente, afecta los niveles sanguíneos de calcio en cuatro formas:
- Inhibe la absorción intestinal de Ca2+ (reduciendo la calcemia, o concentración de calcio en sangre).
- Inhibe la resorción (pérdida) ósea (de nuevo reduciendo la calcemia).
- Inhibe la reabsorción de fosfato a nivel de los túbulos renales.
- Aumenta la excreción de Ca2+ y Mg2+ por los riñones.

La calcitonina produce una disminución de los niveles de calcio y fosfato en sangre (hipocalcemia e hipofosfatemia) y reduce el dolor óseo.
El dosaje de calcitonina por enzimoinmunensayo se utiliza para el diagnóstico precoz del carcinoma medular de tiroides (que presenta niveles aumentados de calcitonina) y en el seguimiento del tratamiento.
Otras enfermedades que pueden presentar niveles elevados de calcitonina son:
- Síndrome de Zollinger-Ellison.
- Cáncer de mama.
- Carcinomas pulmonares de células pequeñas (SCLC) y de células escamosas.
- Picnodisostosis (enfermedad genética).

Se utiliza para tratar: 
- Enfermedad de Paget.
- Hipercalcemia.
- Osteoporosis postmenopáusica.
- Dolor asociado a procesos metastásicos óseos.